# Karl-Michael Vogler
Karl-Michael Vogler (n. 28 august 1928, Remscheid, Germania – d. 9 iunie 2009, Seehausen am Staffelsee, Bavaria, Germania) a fost un actor german de film. El a devenit foarte cunoscut în special prin aparițiile sale în câteva filme de limbă engleză cu buget mare din anii 1960 și 1970, cum ar fi The Blue Max (1966) unde a jucat alături de George Peppard și Ursula Andress sau Patton (1970), în care l-a interpretat pe feldmareșalul german Erwin Rommel.

## Biografie
S-a născut la Remscheid (Germania) și a copilărit la Bregenz (Austria), ca fiu al unui fierar. După absolvirea studiilor, a început o carieră de actor de teatru și a debutat la Innsbruck în 1950.
Karl-Michael Vogler a lucrat inițial în cinematografia germană, interpretând roluri de personaje autoritare. A fost aplaudat și pentru rolurile de teatru, cum ar fi Horatio în piesa Hamlet regizată de Maximillian Schell la Festivalul de la München din august 1960 și alte roluri în adaptările pentru televiziune.
A murit la Seehausen am Staffelsee (Germania), la vârsta de 80 ani.

## Filmografie selectivă
- 1959 Un om trece prin zid (Ein Mann geht durch die Wand)
- 1965 Acei oameni minunați în mașinile lor zburătoare (Those Magnificent Men in Their Flying Machines)
- 1966 The Blue Max
- 1967 How I Won the War
- 1969 Downhill Racer
- 1970 Patton
- 1975 Pușca veche (Le vieux fusil)
- 1976 Shout at the Devil
- 1976 Derrick - Sezonul 3, Episodul 6: "Kalkutta"
- 1979 Mihail, cîine de circ
- 1984 Ringul